# 川竹
川竹（学名：Pleioblastus simonii）为禾本科大明竹属下的一个种。

## 扩展阅读
- 維基物種上的相關：川竹